# Distretto di Nuannuan
Il distretto di Nuannuan (暖暖區S, Nuǎnnuǎn QūP) è un distretto della città di Keelung, situata a Taiwan.